# Anzin-Saint-Aubin
Anzin-Saint-Aubin is een gemeente in het Franse departement Pas-de-Calais (regio Hauts-de-France). De gemeente maakt deel uit van het arrondissement Arras. Anzin-Saint-Aubin telde op 1 januari 2022 2.833 inwoners.

## Geografie
De oppervlakte van Anzin-Saint-Aubin bedroeg op 1 januari 2022 5,13 vierkante kilometer; de bevolkingsdichtheid was toen 552,2 inwoners per km². De gemeente bestaat uit de kern Saint-Aubin in het westen en Anzin in het oosten. De gemeente ligt aan de Skarpe.

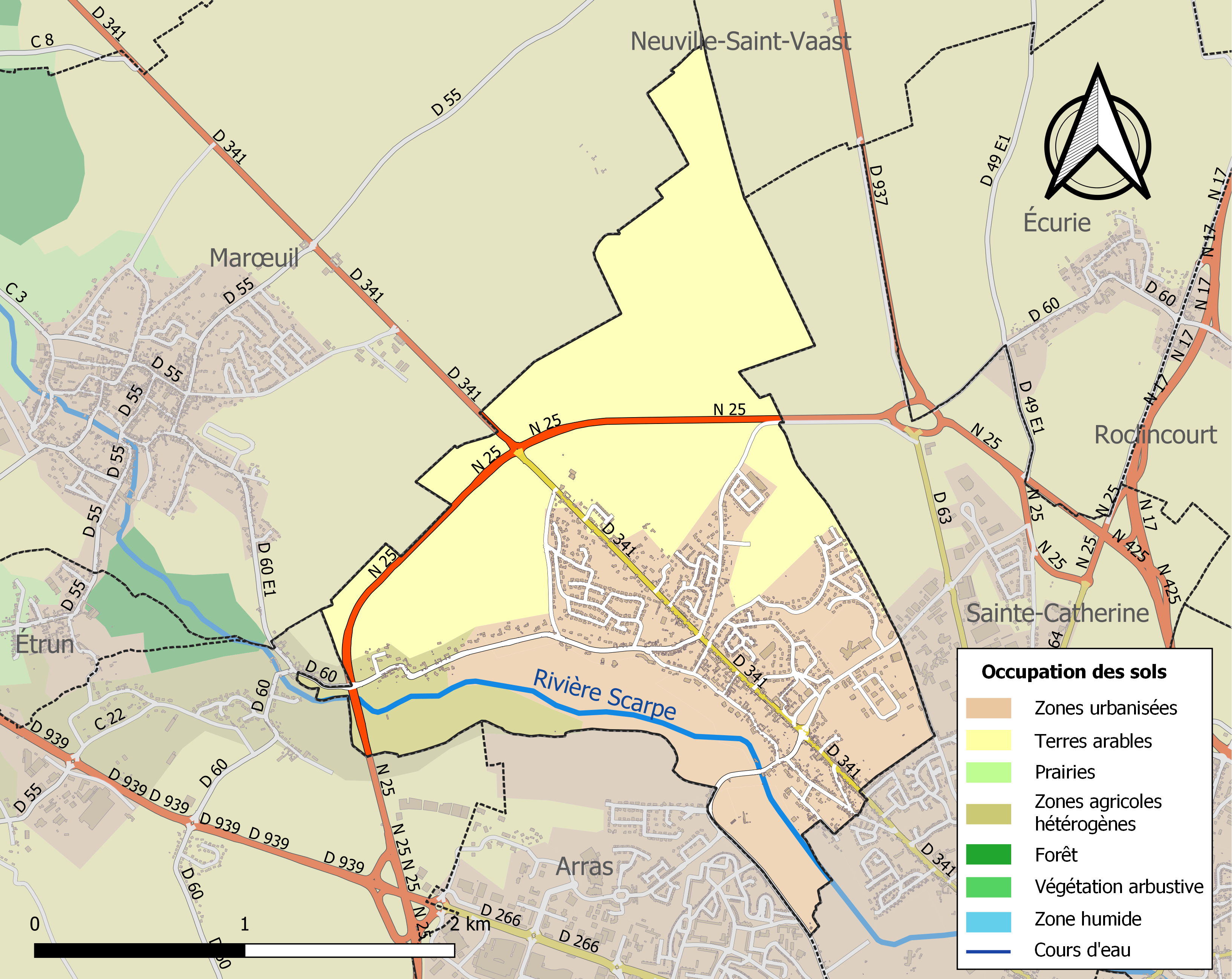
Kaart van de gemeente met belangrijkste infrastructuur, bodemgebruik en omliggende gemeenten

## Geschiedenis
Saint-Aubin is de oudste parochie en was vroeger de belangrijkste kern van de huidige gemeente. In de 11de eeuw werd hier de naam Mares aangeduid, in de 12de eeuw Sanctus Albinus de Maresc. Oude vermeldingen van Anzin dateren uit de 9de eeuw als Anzinum. Anzin was een klein gehucht in de parochie van Saint-Aubin.
Op het eind van het ancien régime werd bij de oprichting van de gemeente de parochie met het gehucht Anzin ondergebracht in de gemeente Saint-Aubin. Het gehucht Anzin lag langs de Chaussée Brunehaut, een noordwestelijke uitvalsweg uit Arras en groeide in het begin van de 19de eeuw sterk dan Saint-Aubin. Hier bevond zich ook het gemeentehuis, en de groeiende bevolking wilde ook hier een parochiekerk. De polemiek in de gemeente duurde tot in 1853 de gemeente bij keizerlijk decreet werd hernoemd in Anzin-Saint-Aubin. In de tweede helft van de 19de eeuw kreeg ook Anzin een parochiekerk.

## Demografie
Onderstaande figuur toont het verloop van het inwonertal (bron: INSEE-tellingen).

## Bezienswaardigheden
- De Église du Sacré-Cœur in Anzin
- De Église Saint-Aubin in Saint-Aubin
- Op het kerkhof van Anzin bevinden zich 5 Britse oorlogsgraven uit de Tweede Wereldoorlog.
- Anzin-St. Aubin British Cemetery, een Britse militaire begraafplaats, met meer dan 350 gesneuvelden uit de Eerste Wereldoorlog

## Sport

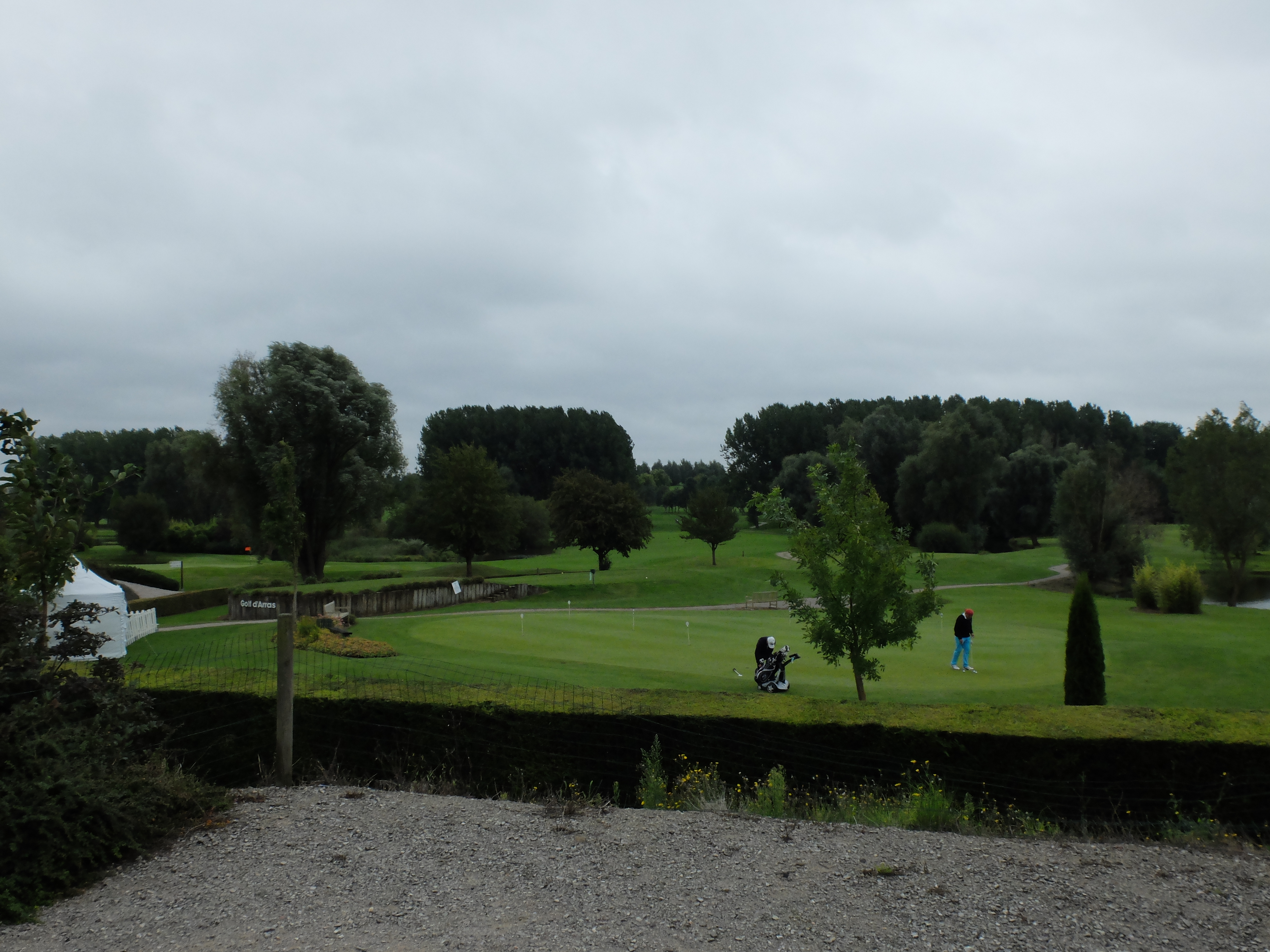
Golf d'Arras

In de gemeente ligt een groot deel van de golfbaan Golf d'Arras.